# فرمانده پرواز
فرماندهٔ پرواز (انگلیسی: Wing Commander) یک فیلم علمی تخیلی به کارگردانی کریس رابرتس است که با اقتباسی آزاد از یک بازی ویدئویی به همین نام ساخته و در سال ۱۹۹۹ منتشر شد.

## بازیگران
- فردی پرینز
- سافرون باروز
- متیو لیلارد
- چکی کاریو
- یورگن پراخنو
- دیوید سوشی
- دیوید وارنر
- هیو کوارشی
- ریچارد دیلن
- مارک همیل
- سایمن مک‌کورکیندل